# Ken Vuagnoux
Ken Vuagnoux (ur. 25 lipca 1995 w Nicei) – francuski snowboardzista specjalizujący się w snowcrossie, dwukrotny medalista mistrzostw świata juniorów.
Po raz pierwszy na arenie międzynarodowej pojawił się 5 kwietnia 2010 roku w La Plagne, zajmując 29. miejsce w half-pipe'ie na mistrzostwach Francji. W 2014 roku zdobył brązowy medal w snowcrossie podczas mistrzostw świata juniorów w Valmalenco. Wynik ten powtórzył na rozgrywanych rok później mistrzostwach świata juniorów w Yabuli.
W Pucharze Świata zadebiutował 16 marca 2013 roku w Veysonnaz, zajmując 49. miejsce w snowcrossie. Pierwsze punkty wywalczył 11 marca 2014 roku w tej samej miejscowości, zajmując ósme miejsce. Pierwszy raz na podium stanął 3 lutego 2018 roku w Feldbergu, kończąc rywalizację w snowcrossie na trzeciej pozycji. W zawodach tych wyprzedzili go jedynie Austriak Julian Lüftner i kolejny Francuz, Pierre Vaultier.
W 2015 roku był dwunasty na mistrzostwach świata w Kreischbergu. Zajął też między innymi 21. miejsce podczas igrzysk olimpijskich w Pjongczangu w 2018 roku.

## Osiągnięcia

### Igrzyska olimpijskie
| Miejsce | Dzień     | Rok  | Miejscowość | Konkurencja | Zwycięzca       |
| ------- | --------- | ---- | ----------- | ----------- | --------------- |
| 21.     | 15 lutego | 2018 | Pjongczang  | Snowcross   | Pierre Vaultier |

### Mistrzostwa świata
| Miejsce | Dzień       | Rok  | Miejscowość   | Konkurencja | Zwycięzca       |
| ------- | ----------- | ---- | ------------- | ----------- | --------------- |
| 12.     | 16 stycznia | 2015 | Kreischberg   | Snowcross   | Luca Matteotti  |
| 40.     | 12 marca    | 2017 | Sierra Nevada | Snowcross   | Pierre Vaultier |
| 25.     | 1 lutego    | 2019 | Solitude      | Snowcross   | Mick Dierdorff  |

### Puchar Świata

#### Miejsca w klasyfikacji generalnej snowcrossu
- sezon 2012/2013: 81.
- sezon 2013/2014: 33.
- sezon 2014/2015: 23.
- sezon 2015/2016: 30.
- sezon 2016/2017: 29.
- sezon 2017/2018: 24.

#### Miejsca na podium
1. Feldberg – 3 lutego 2018 (snowcross) - 3. miejsce